# دهستان درونک
دهستان درونک نام دهستانی در بخش زیدون شهرستان بهبهان، استان خوزستان در ایران است. براساس سرشماری مرکز آمار ایران در سال ۱۳۸۵، جمعیت آن ۵۳۸۰ نفر (۱۲۱۳ خانوار) بوده‌است.